# 샴푸의 요정
《샴푸의 요정》은 1988년 11월 6일에 MBC TV에서 방영된 베스트셀러극장이다.

## 출연
- 홍학표 : 이현재 역 - CF 조감독
- 채시라 : 신애리 역 - CF 모델
- 윤석화 : 임문희 역 - CF 감독
- 오영수 : 최창호 역 - CF 감독, 군 장교 출신
- 윤철형 : 이철민 역 - 가수, 애리의 애인
- 이효정 : 스토커 역
- 이홍렬 : 고 부장 역 - 현재의 상사
- 국정환 : 비서실장 역
- 김성일 : 선배 역
- 신충식 : CF 회사 대표 역
- 문회원 : 샴푸 회사 광고주 역
- 정희선 : 애리 어머니 역
- 박인환 : 현재 아버지 역 - 이화그룹 회장
- 이원용 : 윤기호 역 - CF 디자이너
- 오현섭 : 박형석 역 - CF 카피라이터
- 권일수 : 부하 1
- 박세범 : 부하 2
- 맹찬재
- 이승현
- 정경희
- 백순정
- 진여진
- 이정희